# Valentin Gavrilov
Pour les articles homonymes, voir Gavrilov.
Valentin Gavrilov, né le 26 juillet 1946 à Moscou, est un athlète soviétique, spécialiste du saut en hauteur.
Aux Jeux olympiques d'été de 1968 à Mexico, il a remporté une médaille de bronze derrière les américains Dick Fosbury et Ed Caruthers, avec un saut à 2,20 m.
En 1969, il établit la meilleure performance mondiale de l'année avec 2,21 m, et il est sacré champion d'Europe avec 2,17 m. 
Gavrilov connut également le succès en salle, devenant deux fois de suite champion d'Europe.

## Palmarès

### Jeux olympiques d'été
- Jeux olympiques d'été de 1968 à Mexico ( Mexique)
  -  Médaille de bronze au saut en hauteur

### Championnats d'Europe d'athlétisme
- Championnats d'Europe d'athlétisme de 1966 à Budapest ( Hongrie)
  - 7e au saut en hauteur
- Championnats d'Europe d'athlétisme de 1969 à Athènes ( Royaume de Grèce)
  -  Médaille d'or au saut en hauteur

### Championnats d'Europe d'athlétisme en salle
- Jeux européens d'athlétisme en salle de 1968 à Madrid ( Espagne)
  -  Médaille d'argent au saut en hauteur
- Championnats d'Europe d'athlétisme en salle de 1969 à Belgrade ( Yougoslavie)
  -  Médaille d'or au saut en hauteur
- Championnats d'Europe d'athlétisme en salle de 1970 à Vienne (Autriche) ( Autriche)
  -  Médaille d'or au saut en hauteur